# Długołęka (Lidzbark Warmiński)
Długołęka (deutsch Langwiese) ist ein Ort in der polnischen Woiwodschaft Ermland-Masuren. Er gehört zur Landgemeinde Lidzbark Warmiński (Heilsberg) im Powiat Lidzbarski (Kreis Heilsberg).

## Geographisch Lage
Długołęka liegt im nördlichen Westen der Woiwodschaft Ermland-Masuren, fünf Kilometer südwestlich der Kreisstadt Lidzbark Warmiński (Heilsberg).

## Geschichte
Das kleine Dorf Langwies, das sich erst nach 1785 Langwiese nannte, wurde im Jahre 1874 in den neu errichteten Amtsbezirk Heilsberg (polnisch Lidzbark Warmiński) eingegliedert. Er gehörte bis 1945 zum ostpreußischen Kreis Heilsberg im Regierungsbezirk Königsberg.
Im Jahre 1910 waren in Langwiese 179 Einwohner gemeldet. Ihre Zahl steigerte sich bis 1933 auf 187 und belief sich 1939 auf 183.
Im Jahre 1945 wurde das gesamte südliche Ostpreußen an Polen abgetreten. In diesem Zusammenhang erhielt Langwiese die polnische Namensform „Długołęka“ und ist heute eine Ortschaft im Verbund der Gmina Lidzbark Warmiński (Landgemeinde Heilsberg) im Powiat Lidzbarski (Kreis Heilsberg), von 1975 bis 1998 der Woiwodschaft Olsztyn, seither der Woiwodschaft Ermland-Masuren zugehörig. Długołęka wies im Jahre 2021 46 Einwohner auf, in deren Zahl sich auch die Einwohner des jetzigen Ortsteils Dobrujewo (Albertshof) befinden.

## Religion
Długołęka gehört heute wie Langwiese bereits bis 1945 zur römisch-katholischen Pfarrei in Lidzbark Warmiński (Heilsberg), heute dem Erzbistum Ermland zugeordnet.
Bis 1945 war Langwiese auf in die evangelische Kirche Heilsberg in der Kirchenprovinz Ostpreußen der Kirche der Altpreußischen Union eingepfarrt. Heute sind die Kirchenglieder Długołękas der Diözese Masuren der Evangelisch-Augsburgischen Kirche in Polen zugehörig.

## Verkehr
Długołęka liegt an einer Nebenstraße, die von der polnischen Woiwodschaftsstraße 513 (hier im Abschnitt der früheren deutschen Reichsstraße 142) bei Dobrujewo (Albertshof) abzweigt und über Łaniewo (Launau) bis an die Woiwodschaftsstraße 593 bei Lubomino (Arnsdorf) führt.
Eine Bahnanschluss besteht nicht mehr. Bis 1945 war Bewernick (polnisch Bobrownik) die nächste Bahnstation. Sie lag an der heute nicht mehr existenten Bahnstrecke Schlobitten–Bischdorf.